# Victoria Carl
Pour les articles homonymes, voir Carl.
Victoria Carl, née le 31 juillet 1995 à Zella-Mehlis, est une fondeuse allemande. Spécialiste de la technique classique, elle   a été championne du monde junior.

## Carrière
Membre du club de sa ville natale Zella-Mehlis, elle court sa première compétition officielle en 2010, se soldant par une victoire.
Elle obtient ses premières sélections pour des championnats en 2012, disputant les Jeux olympiques de la jeunesse à Innsbruck, où elle signe comme meilleur résultat individuel une sixième place sur cinq kilomètres et gagne une médaille d'or avec le relais mixte. Aux Championnats du monde junior à Erzurum, elle est 13e du sprint et 4e du relais.
Dans sa carrière junior, elle gagne aussi deux médailles d'or au Festival olympique de la jeunesse européenne en 2013 à Brașov et trois titres de championne du monde junior (un en 2013 à Liberec et deux en 2015 à Almaty) qui la placent comme grand espoir du fond mondial. En Coupe du monde, elle fait ses débuts au Tour de ski 2012-2013 à Oberhof, puis marque son premier point (30e place) l'hiver suivant au sprint de Lenzerheide, avant d'obtenir son premier top dix avec une septième place au 10 km libre de Lahti en mars 2015, qui suit sa première sélection pour des championnats du monde à Falun, où elle finit notamment deux fois 29e en individuel et sixième avec le relais. En fin d'année 2016, elle égale son meilleur résultat dans l'élite avec une septième place au dix kilomètres à Ruka, puis quelques semaines plus tard, elle s'offre un premier podium dans la Coupe du monde en relais à Ulricehamn (2e).
En 2018, Carl honore sa première sélection pour les Jeux olympiques à Pyeongchang, où elle arrive 20e du skiathlon, 19e du sprint classique, 25e du trente kilomètres classique et 6e du relais.
Finalement, elle signe une nouvelle meilleure performance dans l'élite en février 2019, lorsqu'elle finit sixième du dix kilomètres à Cogne. Juste après, elle réalise sa compétition la plus aboutie, devenant finaliste (5e) du sprint des Championnats du monde à Seefeld, où ses autres résultats sont neuvième du trente kilomètres classique, sixième du sprint par équipes et quatrième du relais. 
Son meilleur classement général dans la Coupe du monde est obtenu en 2019-2020 avec le 33e rang.

## Suspicion de dopage
Le 25 juin 2025, la Fédération allemande de ski rend public le contrôle positif au clenbutérol de  Victoria Carl.

## Palmarès

### Jeux olympiques d'hiver
| Épreuve / Édition   | Sprint                           | Sprint                           | 10 km                            | 10 km                            | Skiathlon 2 × 7,5 km | 30 km | Relais                         | Relais                             |
| Épreuve / Édition   | libre                            | classique                        | libre                            | classique                        | Skiathlon 2 × 7,5 km | 30 km | Sprint                         | 4 × 5 km                           |
| JO 2018 Pyeongchang | Épreuve inexistante à cette date | —                                | 19e                              | Épreuve inexistante à cette date | 20e                  | 25e   | —                              | 6e                                 |
| JO 2022 Pékin       | 10e                              | Épreuve inexistante à cette date | Épreuve inexistante à cette date | —                                | —                    | 12e   | Médaille d'or, Jeux olympiques | Médaille d'argent, Jeux olympiques |

Légende :
- : première place, médaille d'or
- : deuxième place, médaille d'argent
- : troisième place, médaille de bronze
- : pas d'épreuve
- — : Non disputée par Carl

### Championnats du monde
| Épreuve / Édition        | Sprint                           | Sprint                           | 10 km                            | 10 km                            | Skiathlon | 30 km/50 km | Relais | Relais                    |
| Épreuve / Édition        | libre                            | classique                        | libre                            | classique                        | Skiathlon | 30 km/50 km | Sprint | 4 × 5 km / 7,5 km         |
| Mondiaux 2015 Falun      | Épreuve inexistante à cette date | 38e                              | —                                | Épreuve inexistante à cette date | 29e       | 29e         | —      | 6e                        |
| Mondiaux 2017 Lahti      | 23e                              | Épreuve inexistante à cette date | Épreuve inexistante à cette date | 21e                              | 15e       | 37e         | —      | —                         |
| Mondiaux 2019 Seefeld    | 5e                               | Épreuve inexistante à cette date | Épreuve inexistante à cette date | —                                | —         | 9e          | 6e     | 4e                        |
| Mondiaux 2021 Oberstdorf | Épreuve inexistante à cette date | —                                | 14e                              | Épreuve inexistante à cette date | —         | —           | 9e     | 5e                        |
| Mondiaux 2023 Planica    | Épreuve inexistante à cette date | 23e                              | 14e                              | Épreuve inexistante à cette date | —         | —           | 4e     | Médaille d'argent, monde  |
| Mondiaux 2025 Trondheim  |                                  | Épreuve inexistante à cette date |                                  |                                  |           |             |        | Médaille de bronze, monde |

Légende :
- : première place, médaille d'or
- : deuxième place, médaille d'argent
- : troisième place, médaille de bronze
- : pas d'épreuve
- — : Non disputée par Carl

### Coupe du monde
- Meilleur classement général : 2e en 2025.
- 7 podiums en individuel : 1 victoire, 2 deuxièmes places et 4 troisièmes places.
- 3 podiums par équipes : 3 deuxièmes places.
- 1 podium par équipes mixte : 1 troisième place.

#### Courses par étapes
- Tour de Ski :
  - 2 podiums d’étape.

#### Détail des victoires
| Épreuve / Édition | Sprint | Sprint    | 10 km | 10 km     | Skiathlon 2 × 10 km | 20 km | 20 km     | 50 km | Tour de ski ou Nordic Opening |
| Épreuve / Édition | libre  | classique | libre | classique | Skiathlon 2 × 10 km | libre | classique | 50 km | Tour de ski ou Nordic Opening |
| 2023-24           |        |           |       | Trondheim |                     |       |           |       |                               |

#### Classements par saison
| Saison / Épreuve | Général | Général | Distance | Distance | Sprint | Sprint |
| ---------------- | ------- | ------- | -------- | -------- | ------ | ------ |
| Saison / Épreuve | Place   | Points  | Place    | Points   | Place  | Points |
| 2014             | 114e    | 1       | -        | -        | 78e    | 1      |
| 2015             | 75e     | 44      | 54e      | 36       | 66e    | 8      |
| 2016             | 69e     | 29      | 64e      | 11       | 50e    | 18     |
| 2017             | 56e     | 80      | 35e      | 72       | -      | -      |
| 2018             | 37e     | 175     | 38e      | 70       | 37e    | 53     |
| 2019             | 54e     | 114     | 33e      | 89       | 47e    | 21     |
| 2020             | 33e     | 208     | 22e      | 72       | 80e    | 4      |
| 2021             | 44e     | 101     | 34e      | 80       | 46e    | 21     |
| 2022             | 26e     | 208     | 15e      | 154      | 37e    | 54     |

### Championnats du monde junior
- Liberec 2013 :
  -  Médaille d'or sur le 5 km libre.
  - Médaille d'argent sur le sprint classique.
  - Médaille de bronze en relais.
- Almaty 2015 : 
  -  Médaille d'or sur le sprint classique.
  -  Médaille d'or sur le 5 km libre.

### Jeux olympiques d'hiver de la jeunesse
- Innsbruck 2012 :
  -  Médaille d'or dans le relais mixte ski de fond / biathlon.

### Festival de la jeunesse européenne
- Brasov 2013
  - 2 médailles d'or (sprint libre, 7,5 km libre).
  - 2 médailles d'argent (5 km classique, relais mixte).

### Coupe OPA
- 4 podiums, dont 3 victoires.